# Басыгысов, Виталий Николаевич
Вита́лий Никола́евич Басыгы́сов (род. 1 марта 1946, Тас-Юрях, Якутская АССР) — российский и якутский политический и общественный деятель, председатель IV созыва Государственного Собрания (Ил Тумэн) Республики Саха (Якутия).

## Биография
Родился 1 марта 1946 года в пос. Таас-Юрях Мирнинского района Якутской АССР.
В 1970 году окончил Свердловский горный институт имени В. В. Вахрушева по специальности горный инженер-технолог.
С 1970 по 1983 годы работал на производственных должностях в системе ПНО «Якуталмаз» в Якутии.
В 1970—1978 гг. — слесарь, мастер, старший мастер, старший технолог алмазообогатительной фабрики № 3.
В 1978—1979 гг. — заместитель начальника техотдела рудника «Удачный».
В 1979—1983 гг. — начальник цеха обогащения, начальник цеха доводки, старший мастер фабрики № 3.
В 1983—1991 гг. — на партийной работе: секретарь парторганизации предприятий ПНО «Якуталмаз», инструктор Якутского обкома КПСС.
В 1991—1993 гг. — заместитель генерального директора Якутской республиканской ассоциации госпредприятий промышленности, строительства и транспорта.
В 1993—1999 гг. — глава администрации Мирнинского района Республики Саха (Якутия).
19 декабря 1999 года избран депутатом Государственной Думы Российской Федерации III созыва по Якутскому одномандатному избирательному округу № 20, входил в состав группы «Народный депутат», занимал должность заместителя председателя Комитета по природным ресурсам и природопользованию. Был председателем Якутского регионального отделения Народной партии.
7 декабря 2003 года был вновь избран депутатом Государственной Думы Российской Федерации IV созыва от Якутского избирательного округа № 21 Республики Саха (Якутия), занимал должность заместителя председателя Комитета по природным ресурсам и природопользованию, являлся председателем Подкомитета по драгоценным металлам и драгоценным камням.
По итогам выборов в Государственное Собрание (Ил Тумэн) Республики Саха (Якутия) 2 марта 2008 года был избран народным депутатом Республики Саха (Якутия).
20 марта 2008 года был избран председателем Государственного Собрания (Ил Тумэн) Республики Саха (Якутия).

## Награды и звания
- Почётный знак Государственной Думы Федерального Собрания Российской Федерации «За заслуги в развитии парламентаризма» (17 декабря 2009 года) — за особый вклад в развитие законодательства Российской Федерации и парламентаризма в Российской Федерации[2];
- Медаль ордена «За заслуги перед Отечеством» II степени (8 ноября 2007 года) — за заслуги в законотворческой деятельности, укреплении и развитии российской государственности[3];
- Заслуженный работник народного хозяйства Республики Саха (Якутия) (28 февраля 2001 года) — за заслуги в социально-экономическом развитии республики и многолетнюю добросовестную работу[4];
- Почётный профессор Якутского государственного университета (27 января 1999 года) — за большой вклад в открытие Мирнинского филиала ЯГУ, за активное участие в учебном процессе, в подготовке специалистов алмазодобывающей промышленности[5];
- Орден Дружбы (22 июля 1995 года) — за заслуги перед государством, успехи, достигнутые в труде, большой вклад в укрепление дружбы и сотрудничества между народами[6].
- Орден «Полярная звезда» Республики Саха (Якутия) (2013)[7]
- Почётный гражданин Мирнинского района[8]